# エルブルワリー

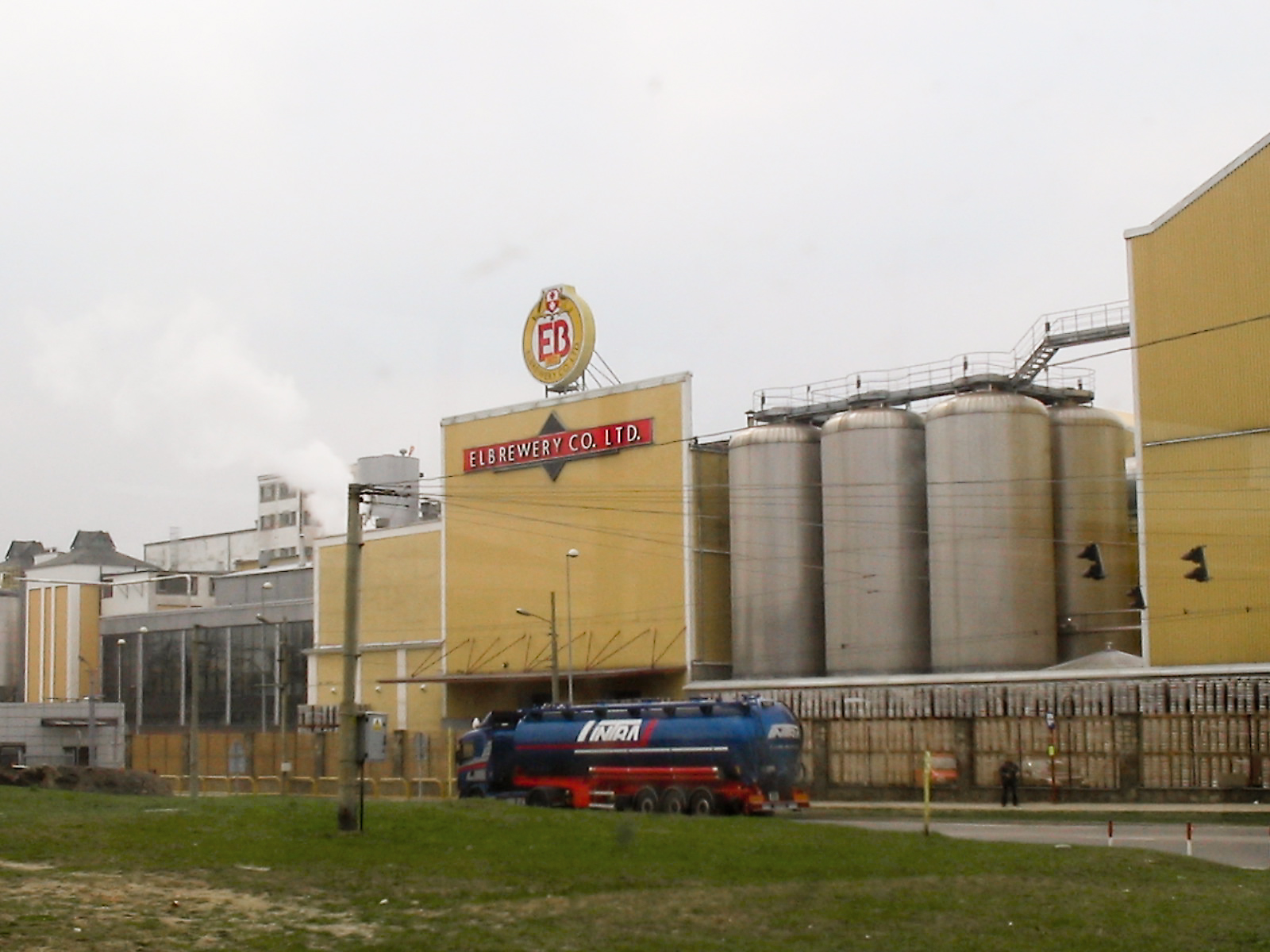
エルブルワリー社

エルブルワリー（英文表記:Elbrewery Company）は、ポーランドで最も大きなビール製造会社。ジヴィェツ・グループ（Żywiec Group）に加盟しており、ザクワードィ・ピヴォヴァルスキー・ジヴィェツ社（Zakłady Piwowarskie Żywiec SA）とブリューポール・BV社（Brewpole B.V.）が合併した後の1998年に設立された。
グループはジヴィェツ、エルブルワリー、レジャイスク、ヴァルカの4つの醸造所で構成されており、現在はオランダのハイネケングループ（Heineken International Beheer）が発行株式の61%を所有している。
ポーランドの都市、エルブロンクにあるエルブルワリー社で製造されている「EB」という名のブランドは、ポーランドにおいて一般的である。まら、会社のロゴにはカンガルーとダチョウをあしらったデザインである。